# 汐留城市中心
汐留城市中心（日語：汐留シティセンター）是一棟位於日本东京都港区东新桥的摩天大楼，採鋼構玻璃帷幕設計，樓高43層。
做為汐留再開發區內最重要的地標建築之一，汐留城市中心是日本多家重要企業的總部所在地。其中，日本最大航空運輸經營業者之一的全日空集團，為了整合行銷與銷售資源，在2003年大樓落成時陸續將集團內最核心的6家公司遷入汐留城市中心，租用的樓層多達10層，而成為該大樓最大的租戶之一。

## 概要

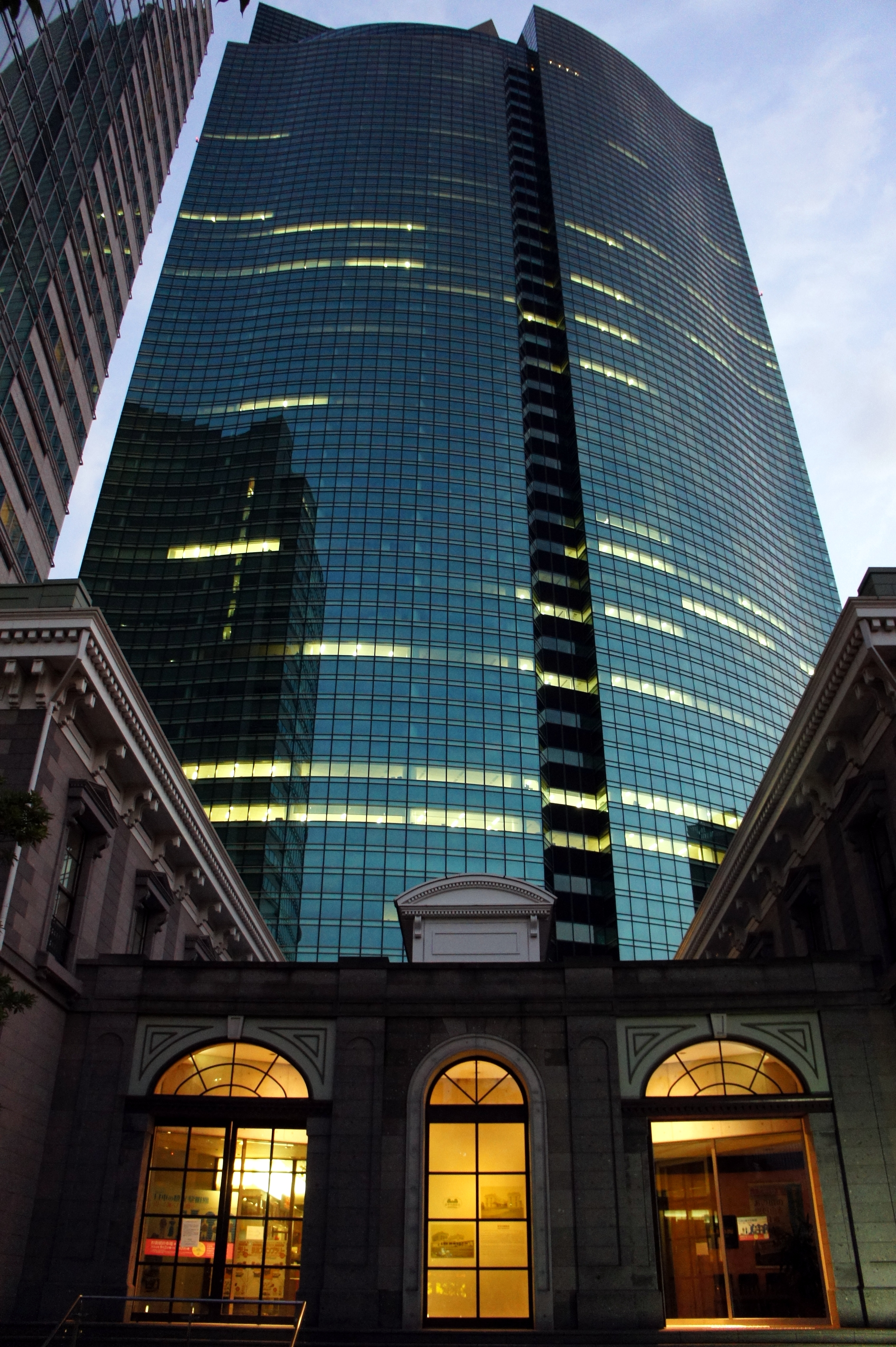
自舊新橋停車場跡仰望的汐留城市中心。

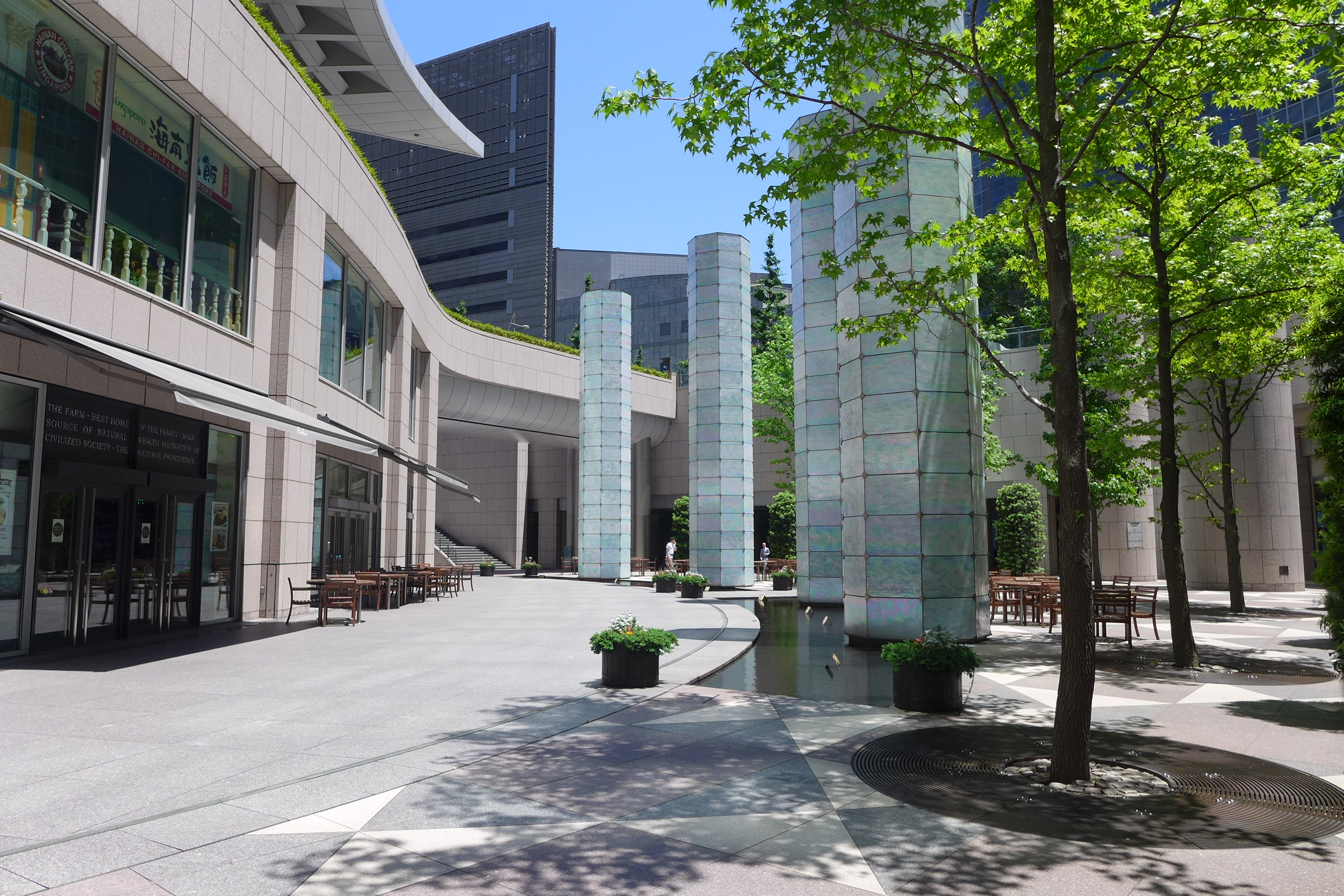
地庫休憩廣場

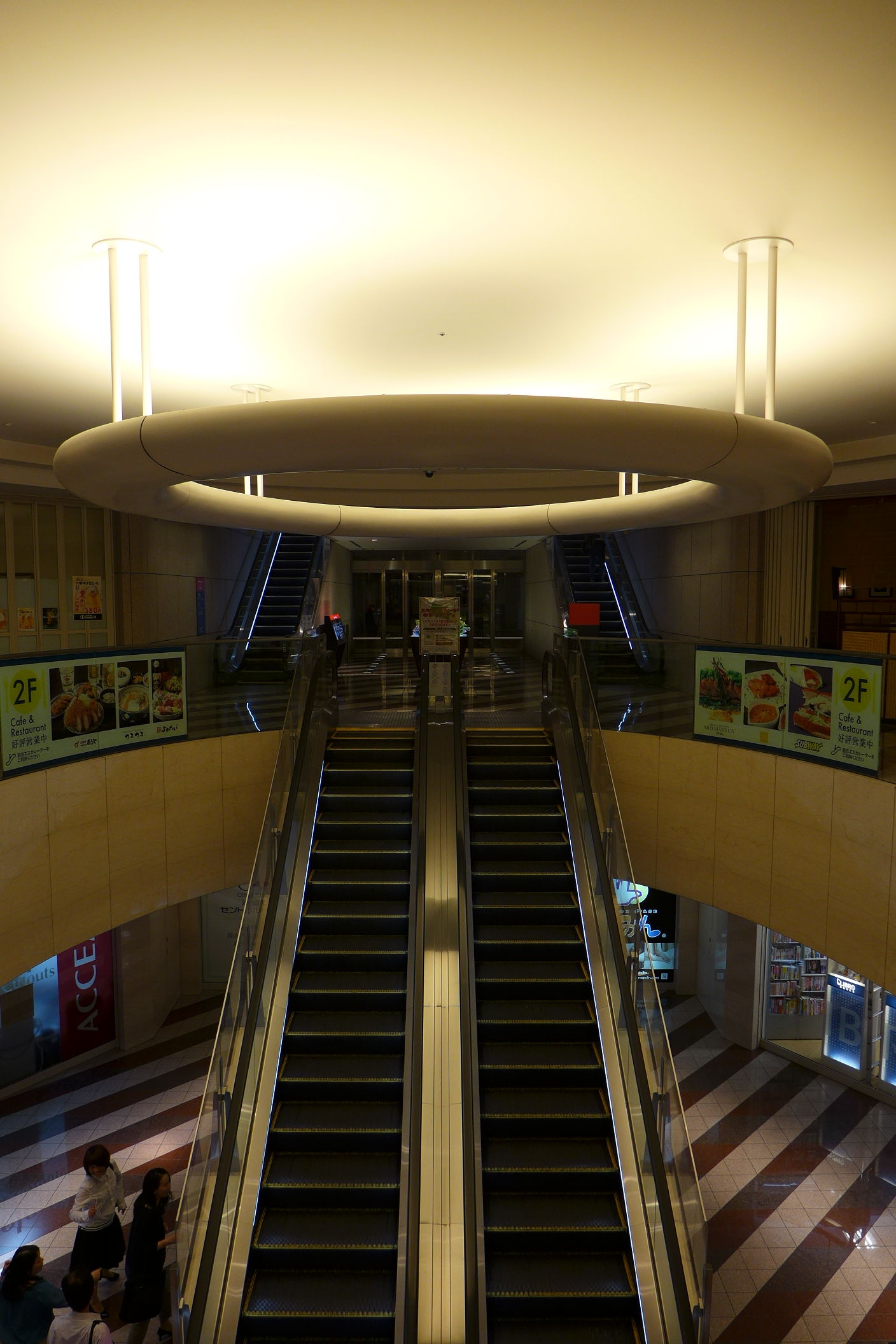
基座商場

汐留城市中心由三井不动产与Alderney Investments Pte Ltd.（新加坡政府投资公司子公司）所有，由美国建筑师凯文·洛奇（Kevin Roche）设计。与建筑高楼层部的现代式风格相对，低楼层的部分為了要與19世紀時就已經修築、兩層樓木造外掛石材的舊新橋停車場跡（本身是作為建築用地而廢站拆除的日本國鐵汐留車站之一部分）的新古典主義風格之老建築調和，而採取類似的古典設計。由於擁有嶄新的現代化造型，再加上鄰近日本電視台、富士電視台等日本主要電視台的總部、交通方便，因此成為许多电视剧等作品拍摄的取景地。
汐留城市中心的內部樓層主要作為辦公室與商場兩種用途使用，其中辦公室樓層設置在4樓至40樓之間，地下2樓至地上3樓设有银行、药局、书店及餐馆等設施，41、42樓則是較高價位觀景餐廳專用的樓層。

## 主要租戶
汐留城市中心的主要租戶包括了：
- 富士通总部事业所
- 全日空集團
  - 全日空本社
  - 日空航空（Air Nippon）
  - Air Japan
  - ANA銷售（ANAセールス）
  - 全日空商事（日语：全日空商事）
- 三井化学总部
- 美国普洛斯日本总部[3]
- 野村综合研究所
- 奧瑞可恩（日语：オリコム）（Oricom）

## 主要店铺
汐留城市中心內對一般民眾開放的商場樓層主要分佈在地下2樓至地上3樓，與最頂樓的41至42樓。其中，地下2樓為零售店鋪為主的樓層，地下1樓至地上2樓則為各類餐廳為主的美食區，41樓與42樓為價位較高的獨立餐廳樓層。至於3樓，則聚集了多家不同類型的診所與一家美髮教育機構（ASK Academy）。除了上述屬於一般商場常見的商店型態外，德國高級汽車品牌保時捷也將其銀座展示中心設置在大樓一樓的角落。
在汐留城市中心設有據點的連鎖品牌包括：
- LIBRO（日语：リブロ）：日本連鎖書店（B2F）
- NTT Docomo：日本電信服務
- Famima!!（英语：Famima!!）：日本連鎖便利商店全家的升級版營業據點
- Family Mart：日本連鎖便利商店（B2F）
- 歌帝梵（GODIVA）：比利時巧克力品牌（1F）
- 星巴克（Starbucks）：美國連鎖咖啡店（1F）
- Subway：美國連鎖三明治餐廳（2F）
- Tomod's（日语：トモズ）：日本連鎖藥妝店（B2F）
- Mister Minit（德语：Mister Minit）：比利時修鞋與打鑰匙連鎖（B2F）

## 交通
汐留城市中心的地下層是與東京都營地下鐵大江戶線上的汐留車站共構，其地下2樓直接就有入口連結汐留車站的地下穿堂。除此之外，都營地下鐵汐留車站也設有地下通道直接連結都營地下鐵淺草線上的新橋車站，與高架輕軌系統百合鷗號所屬的新橋與汐留兩個車站（其中與新橋之間的步行距離較短）。至於JR新橋車站與東京地下鐵銀座線上的新橋車站雖然距離稍遠，但與汐留城市中心之間仍然屬於步行可及的距離之內，且沿路都有地下通道連結，整體的公共運輸服務機能非常完善。